# 巫山杜鹃
巫山杜鹃（学名：Rhododendron roxieoides）为杜鹃花科杜鹃花属下的一个种。

## 扩展阅读
- 維基物種上的相關：巫山杜鹃